# Dmýštice
Dmýštice jsou malá vesnice, část města Milevsko v okrese Písek v Jihočeském kraji. Nachází se v půli cesty z Milevska do Kovářova. Na návsi je také obchod se smíšeným zbožím a v jižní části vesnice je zemědělské družstvo. Dmýštice patří do římskokatolické farnosti Milevsko.

## Název
Název Dmýštice je odvozen od jména Dmich (zdrobnělina Dmíšek), které vzniklo ze jména Dmitr, Dimitr, Dmitrij, Demeter (Demetrios ze Soluně). Název obce se pokládá za svědectví vlivu slovanského obřadu šířeného ze Sázavského kláštera.

## Historie
První písemná zmínka o vesnici pochází z roku 1397. Ves náležela k milevskému klášteru až do husitských válek. Roku 1421 byla ves společně s ostatními vesnicemi kláštera milevského zastavena králem Zikmundem Lucemburským Matěji Brusovi z Kovářova za jeho pomoc při obraně královského hradu Karlštejna proti husitům. Po jeho smrti zdědila majetek dcera, která jej přenechala v roce 1455 svému strýci Předborovi z Radejšína. Ten prodal ves v roce 1461 Janovi z Rožmberka a i Dmýštice byly připojeny k zvíkovskému panství. Když v roce 1581 získali Milevsko a jeho panství prodejem od Kryštofa ze Švamberka páni z Hodějova, přešly Dmýštice pod jejich správu až do bělohorské porážky.
Škola byla ve vsi zřízena roku 1812. První vyučování probíhalo v najaté místnosti místního hostince. Ale k vytvoření školní obce se spojily Níkovice, Jenišovice, Něžovice, Klisín a Hrejkovice, tak místnost kapacitně nepostačovala. Přistoupilo se k stavbě vlastní budovy. Tato jednotřídní škola také později nepostačovala, a roku 1885 byla povolena druhá třída. V roce 1891 byla nevyhovující stará školní budova prodána a začala se stavět nová, jejíž stavba byla dokončená roku 1892.
Sbor dobrovolných hasičů byl založen roku 1892, ochotnický spolek roku 1909.
V roce 1926 zde žilo 192 obyvatel, bylo zde 32 popisných čísel. V roce 1930 zde bylo 31 domů, 188 obyvatel.

## Obyvatelstvo
| Rok            | 1869 | 1880 | 1890 | 1900 | 1910 | 1921 | 1930 | 1950 | 1961 | 1970 | 1980 | 1991 | 2001 | 2011 | 2021 |
| -------------- | ---- | ---- | ---- | ---- | ---- | ---- | ---- | ---- | ---- | ---- | ---- | ---- | ---- | ---- | ---- |
| Počet obyvatel | 228  | 212  | 214  | 212  | 199  | 190  | 188  | 149  | 154  | 116  | 101  | 93   | 82   | 89   | 65   |
| Počet domů     | 30   | 31   | 31   | 31   | 32   | 33   | 31   | 34   | 33   | 32   | 30   | 39   | 42   | 43   | 42   |

## Obecní správa
Při sčítání lidu v letech 1850–1984 Dmýštice byly samostatnou obcí, se kterým patřily nejprve do okresu Milevsko, ale od roku 1960 v okrese Písek. Od 1. ledna 1985 jsou částí města Milevsko v okrese Písek. V letech 1850–1923 k obci patřily Níkovice, v letech 1850–1923 a v letech 1963–1984 Něžovice, v letech 1963–1984 Klisín a od 1. ledna 1980 do 31. prosince 1984 také Přeborov.

## Pamětihodnosti
- Uprostřed vsi se nachází kaple svaté Anny z roku 1913.[9] Rozhodnutí postavit kapli v obci padlo poté, co se po dlouhou dobu docházelo pěšky do Milevska na bohoslužby. V květnu roku 1914 byla kaple vysvěcena a hned poté 26. července 1914 se tu měla konat slavnostní první pouť. Ten den vypukla válka se Srbskem a mnozí ze vsi museli narukovat. Na bojištích první světové války padlo deset mužů. Kaple prošla opravou v roce 1939, poslední oprava se uskutečnila v roce 1994–1996. Zvon v kapli byl zrekvírovaný během druhé světové války a nový byl pořízený ze sbírek místních občanů roku 1960.[9]
- Památník padlým v první světové válce se nachází nedaleko kaple. Na pomníku je uvedeno deset jmen padlých spoluobčanů.
- Ve vesnici v parčíku se nachází kamenný kříž v ohrádce. U paty kříže je výklenek pro sochu světce.
- Nedaleko od vesnice u komunikace ve směru na Kovářov se nachází další kamenný kříž. Na zdobném kamenném podstavci je špatně čitelná datace (letopočet 18??). Kříž je v střední části reliéfně zdobený motivem kalicha a v jetelovitém ukončení ramen kříže jsou motivy kytiček.
- Kamenný kříž v ohrádce se nachází u komunikace směrem na Milevsko hned za vsí vlevo.

## Galerie

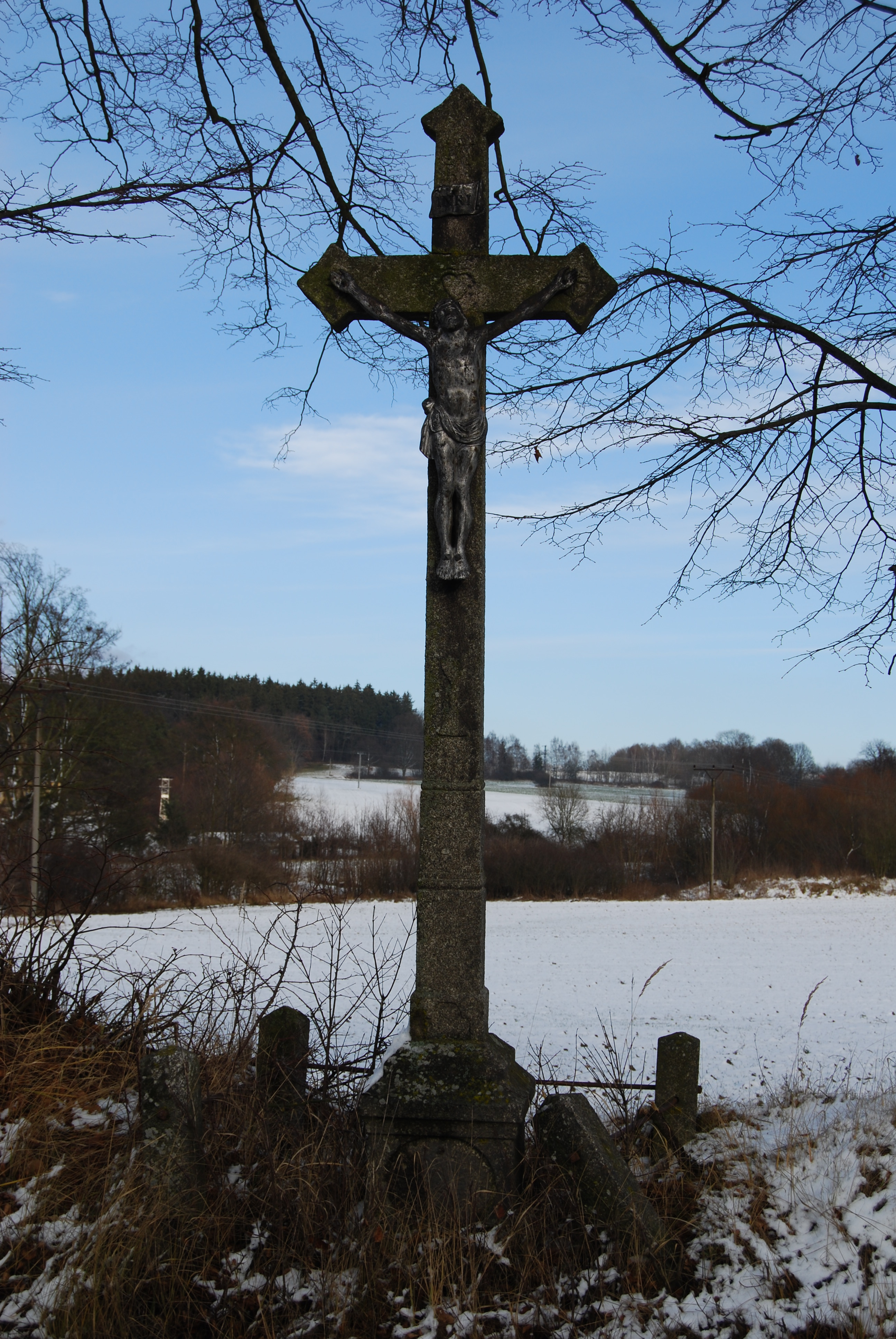
Kříž u silnice směrem na Milevsko
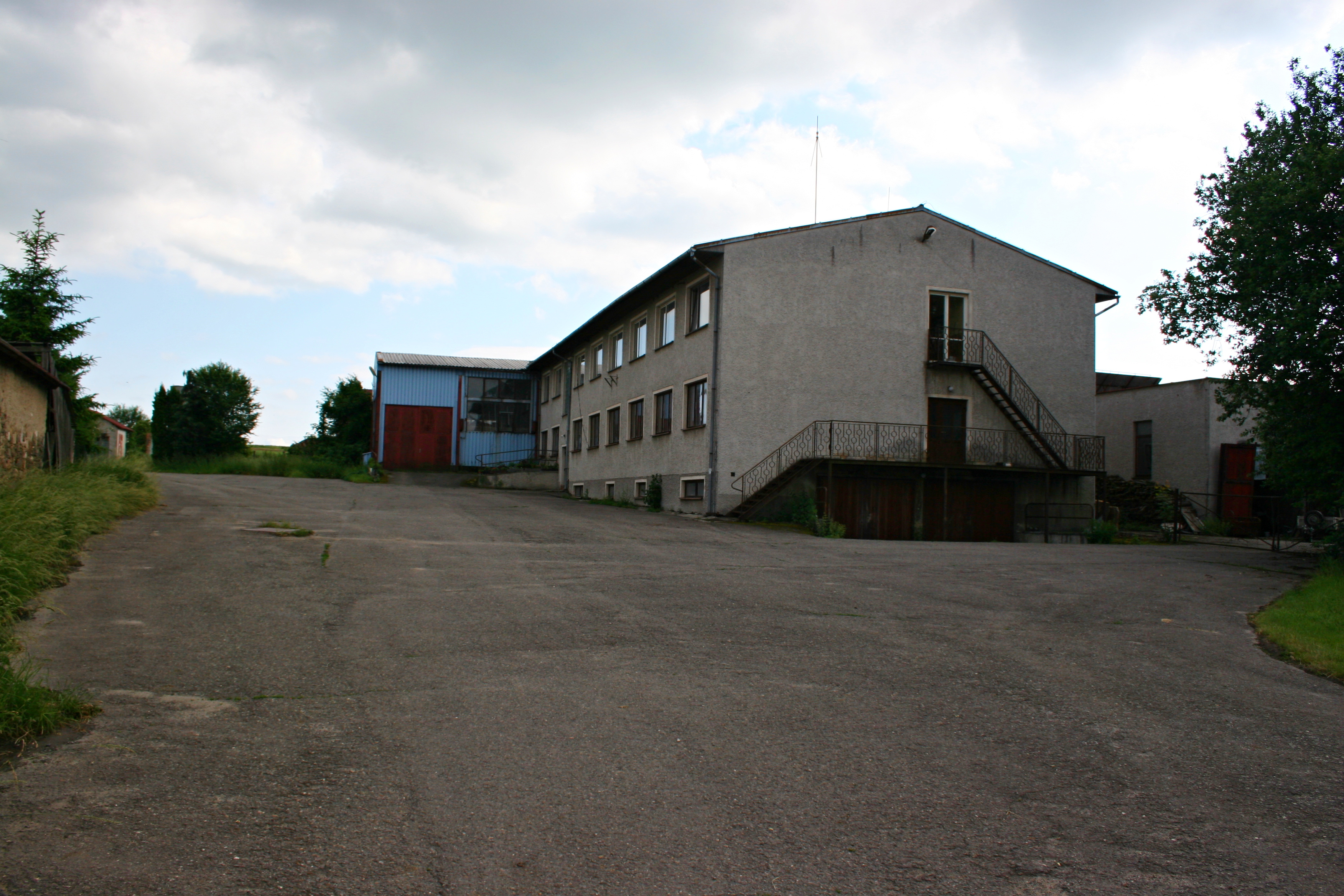
Objekt
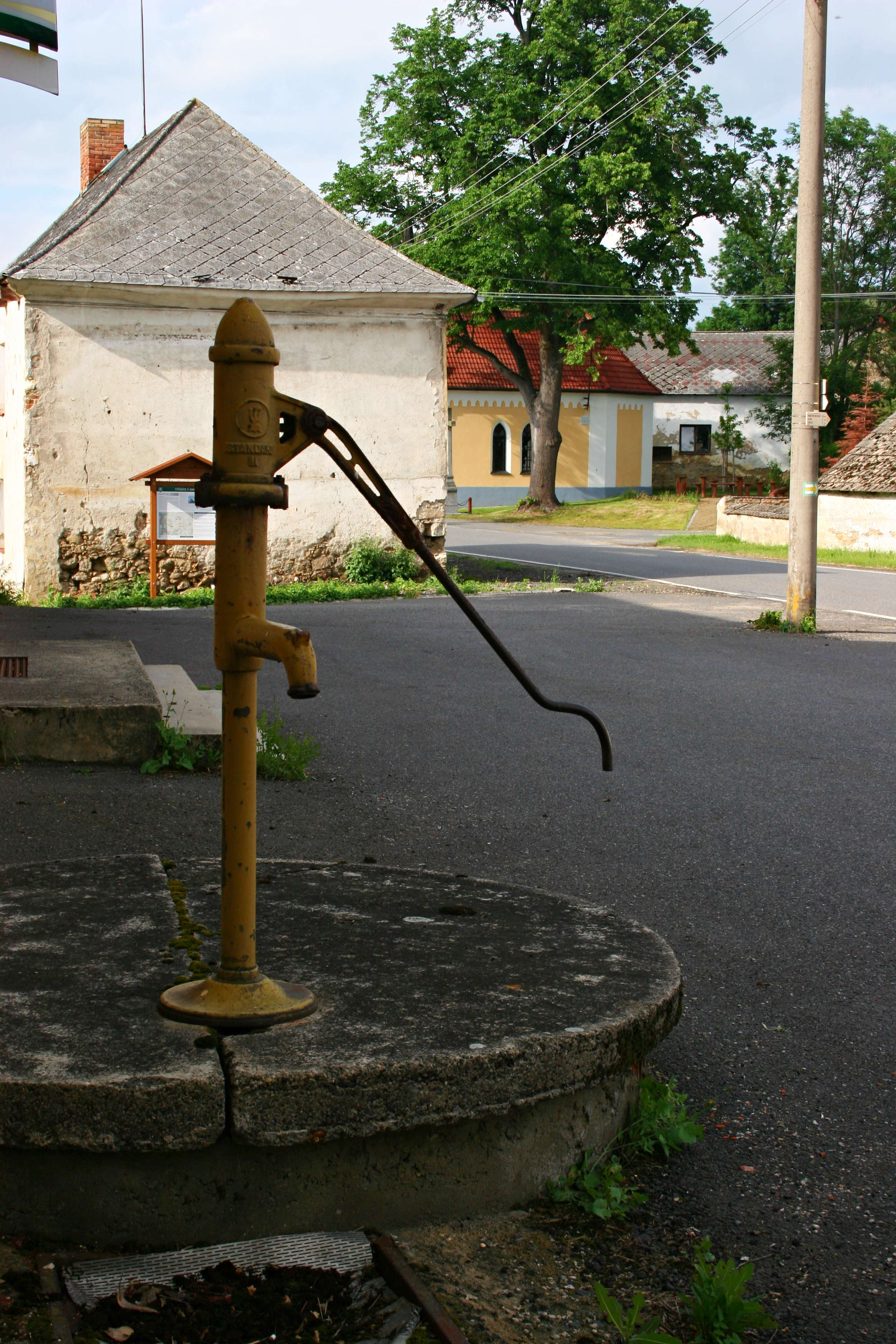
Pumpa
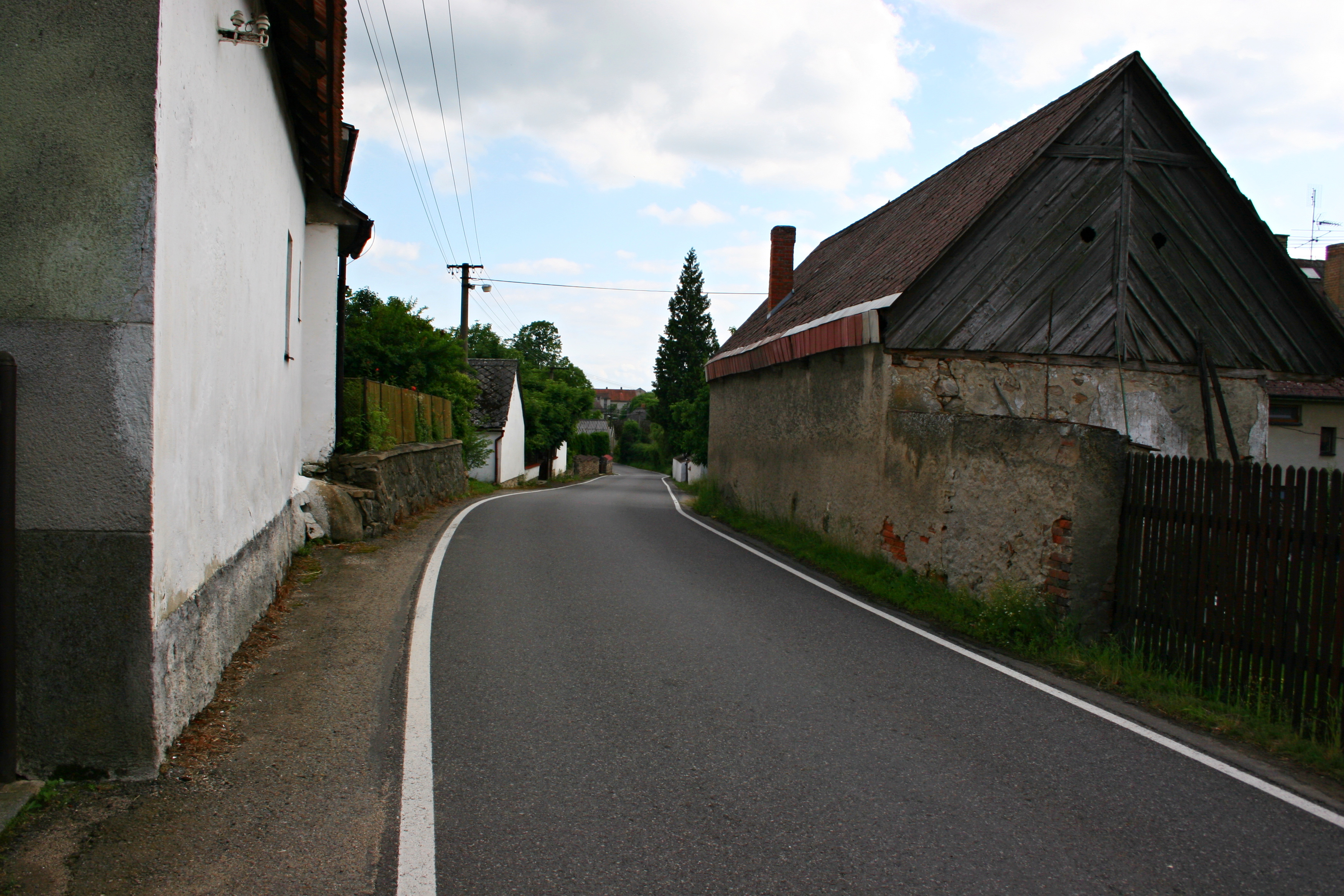
Cesta